# Clinus berrisfordi
Clinus berrisfordi es una especie de pez del género Clinus, familia Clinidae. Fue descrita científicamente por Penrith en 1967.
Se distribuye por el Atlántico Sureste: bahía Falsa a Skoenmakerskop en Sudáfrica. La longitud total (TL) es de 12 centímetros. Habita en áreas con malezas.
Está clasificada como una especie marina inofensiva para el ser humano.